# Franciszek Kosela
Franciszek Kosela (ur. 1 lutego 1940 w Grabowcu, zm. 25 października 2022) – polski kolarz szosowy, mistrz i reprezentant Polski. Zmarł 25 października 2022 r. w Kielcach.

## Kariera sportowa
Był wychowankiem Lechii Kielce, w której startował w latach 1955–1956. Od 1957 do 1968 występował w barwach SHL Kielce, z przerwą na służbę wojskową w Legii Warszawa (1961–1962).
W 1957 został mistrzem Polski juniorów w kolarstwie przełajowym. Jego największymi sukcesami w karierze seniorskiej było górskie mistrzostwo Polski w 1960, zwycięstwo w wyścigu Pasmem Gór Świętokrzyskich w 1959 i 1960 oraz w wyścigu o Puchar Ministra Obrony Narodowej w 1961, a także etapowe zwycięstwo w Tour de Pologne w 1960. Był także wicemistrzem Polski w drużynowym wyścigu szosowym w 1961 (w barwach Legii). W 1960 wystąpił w indywidualnym wyścigu szosowym na mistrzostwach świata, zajmując 18. miejsce.